# فریاد بوف
فریاد بوف (انگلیسی: The Cry of the Owl) رمانی از پاتریشا های‌اسمیت است که توسط انتشارات هارپر منتشر شد.